# Maximilian Jungé
Maximilian Heinrich Jungé (* 16. Februar 1815 in Düsseldorf; † 13. Mai 1895 in Hannover) war ein preußischer Generalmajor und Kommandeur der 1. Feldartillerie-Brigade.

## Leben

### Herkunft
Maximilian war ein Sohn des Dortmunder Kaufmanns Karl Philipp Jungé und dessen Ehefrau Marie Margarethe, geborene Herrmann.

### Militärkarriere
Nach dem Besuch des Gymnasiums in seiner Heimatstadt trat Jungé am 1. März 1832 als Pionier in die 4. Pionier-Abteilung der Preußischen Armee ein und war von Oktober 1833 bis September 1836 zur weiteren Ausbildung an die Vereinigte Artillerie- und Ingenieurschule kommandiert. Zwischenzeitlich auf eigenen Wunsch zur 7. Artillerie-Brigade versetzt, wurde er Mitte Oktober 1835 außeretatmäßiger Sekondeleutnant und Ende Januar 1837 zum Artillerieoffizier ernannt. Am 4. Februar 1847 wurde Jungé der 1. Artillerie-Brigade aggregiert und Mitte November 1847 einrangiert. Als Premierleutnant war er ab April 1852 Assistent bei der Artillerieprüfungskommission. Nach seiner Beförderung zum Hauptmann wurde Jungé am 1. Juni 1855 als Direktionsmitglied der Artillerieprüfungskommission und an der Artillerie- und Ingenieurschule kommandiert. Mit seiner Ernennung zum Batteriechef trat er am 1. Oktober 1857 in den Truppendienst zurück, stieg Mitte März 1863 zum Major auf und wurde am 10. Februar 1864 Artillerieoffizier vom Platz in Erfurt. Unter Belassung in dieser Stellung erfolgte Anfang Juli zunächst seine Versetzung zur 3. und Mitte März 1866 zur 4. Artillerie-Brigade. Mit Patent vom 30. Oktober 1866 wurde Jungé am 31. Dezember 1866 zum Oberstleutnant befördert und am 22. August 1868 zum Kommandeur der III. Abteilung im Rheinischen Feldartillerie-Regiment Nr. 8 ernannt. Daran schloss sich am 13. Juni 1868 seine Versetzung als Kommandeur des Ostpreußischen Feldartillerie-Regiments Nr. 1 nach Königsberg an. In dieser Stellung Mitte Juni 1869 zum Oberst aufgestiegen, führte er sein Regiment 1870/71 im Krieg gegen Frankreich bei Colombey, Servigny, Villers-l’Orme, vor Metz, bei Noisseville und Amiens.
Ausgezeichnet mit beiden Klassen des Eisernen Kreuzes war Jungé nach dem Friedensschluss unter Stellung à la suite seines Regiments kurzzeitig vom 30. April bis zum 15. Juni 1872 Kommandeur der 5. Artillerie-Brigade in Posen. Anschließend wurde er mit seiner Uniform zu den Offizieren von der Armee versetzt und bis zum 13. Juli 1873 als Kommandant von Belfort im okkupierten Teil Frankreichs verwendet. Jungé wurde am 2. September 1873 Generalmajor und erhielt am 6. Januar 1874 das Kommando über die in Königsberg stationierte 1. Feldartillerie-Brigade. Unter Verleihung des Roten Adlerordens II. Klasse mit Eichenlaub wurde er am 12. Oktober 1876 mit Pension zur Disposition gestellt. Er starb am 13. Mai 1895 in Hannover.

### Familie
Jungé heiratete am 27. Dezember 1855 in Frankfurt am Main Emma Dalton (1835–1920), eine Tochter des Offenbacher Kaufmanns Lorenz Dalton (1783–1840). Der evangelische Theologe Hermann Dalton (1833–1913) war ihr Bruder. Aus der Ehe gingen Cäcilie (* 1856), Hermann (* 1858), Martha (* 1860), Sarah (* 1863), Olga (* 1864) und der spätere preußische Generalmajor Fritz Jungé (1865–1936) hervor.